# Kantonsbibliothek Appenzell Ausserrhoden
Die Kantonsbibliothek Appenzell Ausserrhoden ist eine Bibliothek in Trogen, Kanton Appenzell Ausserrhoden, Schweiz.
Die Kantonsbibliothek Appenzell Ausserrhoden ist die zentrale Sammel- und Archivstelle appenzell-ausserrhodischer Medien. Sie hat den gesetzlichen Auftrag einer möglichst vollständigen Dokumentation und Archivierung publizierter und unpublizierter Ausserrhoder Informationsträger (Appenzellensia). Dies sind namentlich solche, die im Kanton Appenzell Ausserrhoden erschienen sind, von Personen verfasst wurden, die im Kanton wohnhaft sind, oder den Kanton oder seine Bewohner zum Thema haben. Die Kantonsbibliothek beherbergt zudem Sammlungen und Nachlässe zu Appenzeller Kultur und Geschichte. Sie übernimmt Dokumente von Privaten und von anderen Bibliotheken oder Institutionen und gewährleistet die Langzeitaufbewahrung an einem sicheren Ort.
Die Kantonsbibliothek Appenzell Ausserrhoden liegt am Landsgemeindeplatz 7 (Fünfeckpalast) und 1 (Gemeindehaus) im Dorfkern von Trogen.

## Geschichte
Die Gründung der Bibliothek erfolgte 1896 und basiert auf einem Schenkungsvertrag der Gemeinde Trogen an den Kanton Appenzell Ausserrhoden vom 16./20. August 1896.

### Entstehung
In ihrem Gründungsjahr konnte die Kantonsbibliothek von der Gemeindebibliothek Trogen einen Bücher- und Handschriftenbestand mit 15'000–20'000 Titeln übernehmen. Dieser Bestand war seit den 1820er-Jahren im Kreis der appenzellisch-vaterländischen und später der Appenzellischen Gemeinnützigen Gesellschaft angelegt worden. Bis zur Mitte des 19. Jahrhunderts erhielt die Bibliothek Zuwachs aus den Sammlungen von Johann Conrad Honnerlag (1777–1838), Johann Caspar Zellweger-Gessner (1768–1855) und Johann Jakob Frei (1789–1852). Im Übergabevertrag an den Kanton wurde festgehalten, dass, sollte die Kantonsbibliothek in eine andere Gemeinde verlegt werden, die Bücher aus den Nachlässen von Johann Jakob Frei und Johann Caspar Zellweger-Gessner in Trogen zu verbleiben hätten. Der erste Kantonsbibliothekar, Karl Ritter (1856–1899), verstarb im Amt. Seine Nachfolge übernahm August Blatter (1875–1954), der in seiner kurzen Amtszeit bis 1903 den Zettelkatalog einführte.

### 20. Jahrhundert

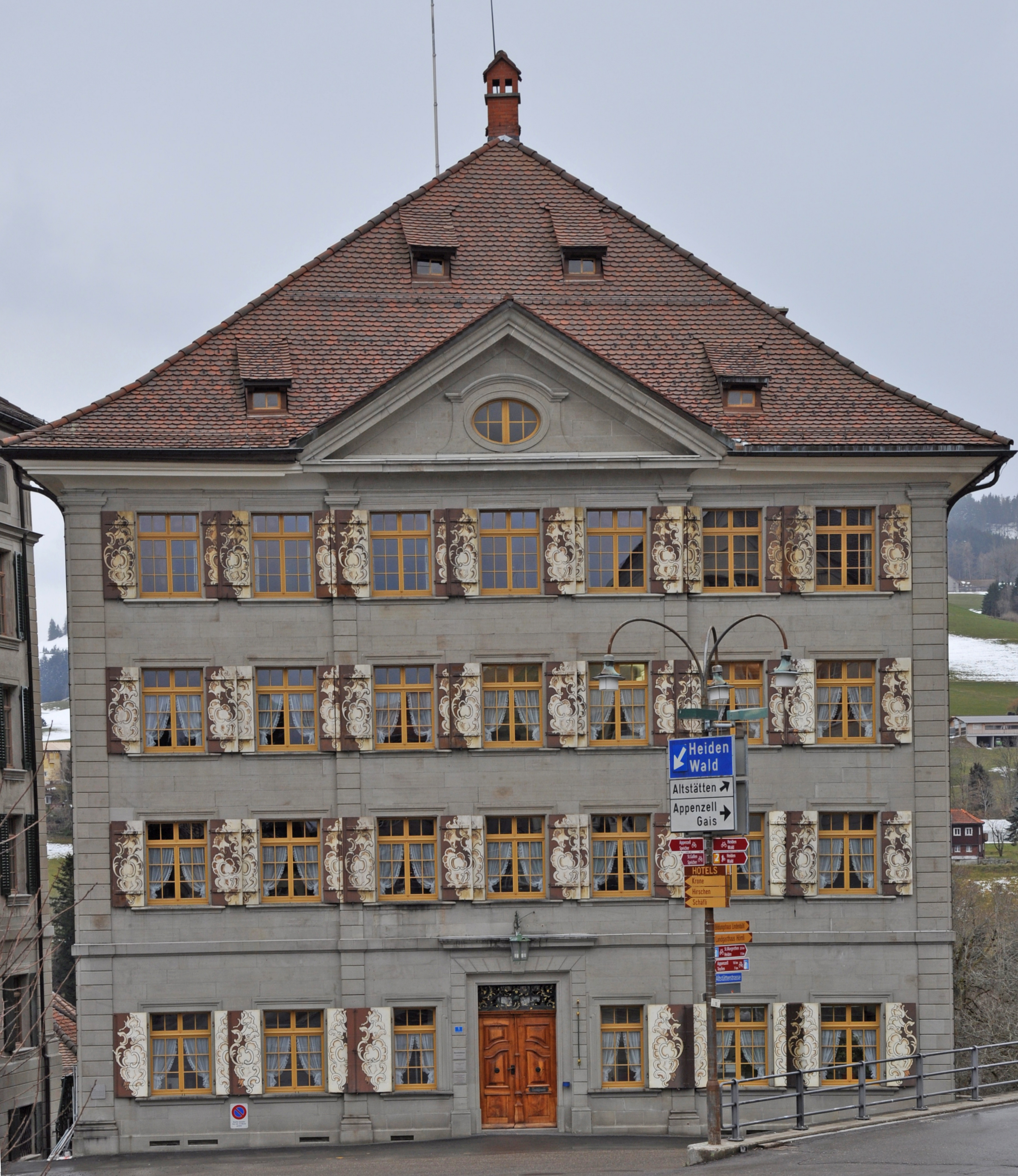
Gemeindehaus Trogen mit Räumen der Kantonsbibliothek im dritten Obergeschoss

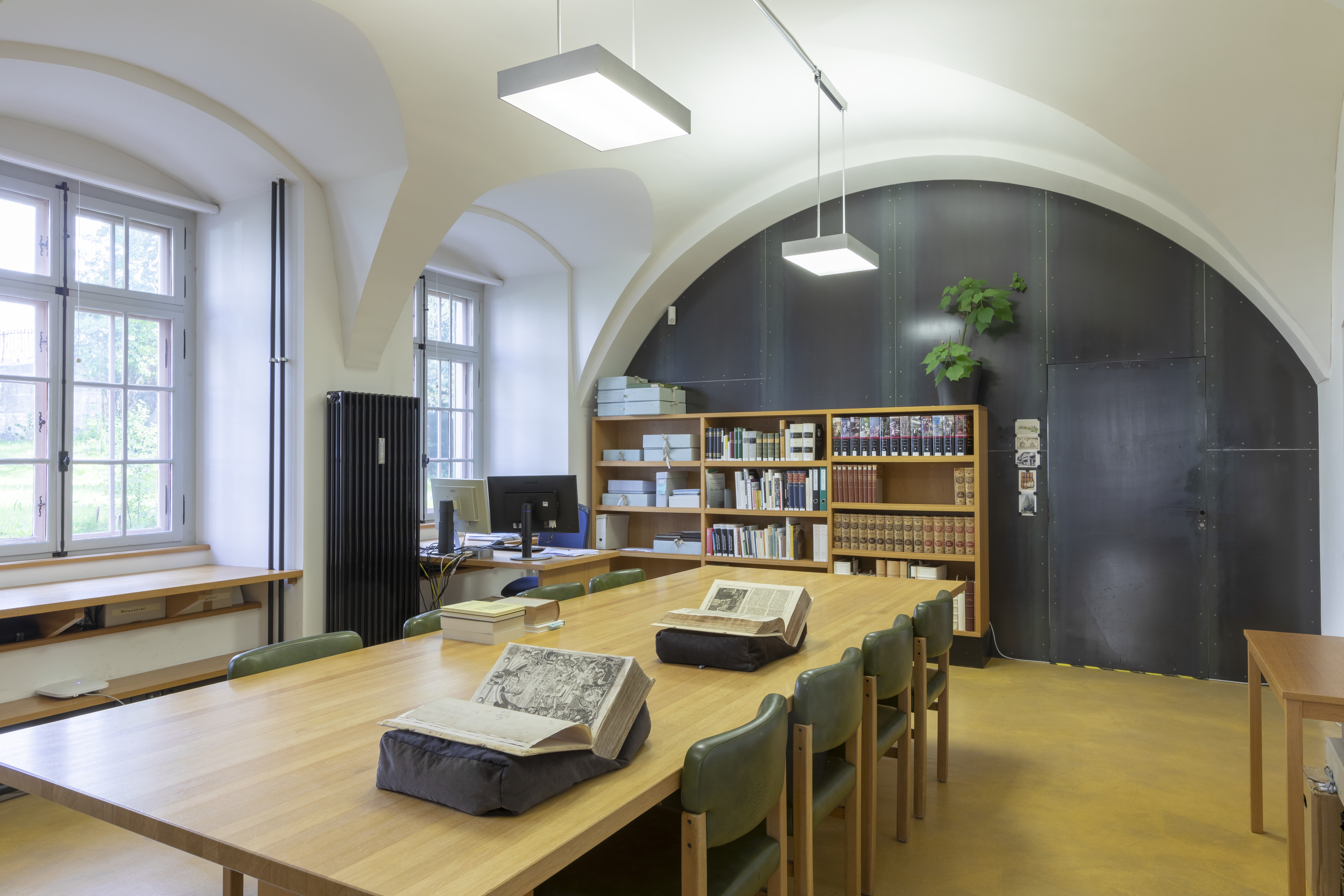
Lesesaal der Kantonsbibliothek im Fünfeckpalast Trogen

Kantonsbibliothekar Adam Marti (1857–1940) erstellte erstmals ein vollständiges Inventar. Anfang 20. Jahrhundert besass die Bibliothek rund 26'000 Bände und Broschüren, 300 Bände Manuskripte, 38 Mappen mit Karten und Stichen sowie 65 Bündel Zeitungen. Marti machte sich einen Namen als Auskunftsperson zur Landesgeschichte und zu appenzellischen Themen und Persönlichkeiten. 1928 wurde Albert Nägeli (1880–1958) Leiter der Kantonsbibliothek. Sein Augenmerk lag auf der Sichtung, Ordnung und Katalogisierung der umfangreichen Briefsammlungen von Laurenz Zellweger, Johann Caspar Zellweger-Gessner und Johann Jakob Frei. In seiner Amtszeit wurde der Nachlass von Weberpfarrer Howard Eugster-Züst (1861–1932) der Kantonsbibliothek geschenkt; 1972 kamen weitere Teile dieses Nachlasses dazu, 2004 und 2007 noch letzte private Dokumente und Bilder.
1953 wählte der Regierungsrat den ersten einheimischen Kantonsbibliothekar: Walter Schläpfer (1914–1991). Schläpfer verfasste in seiner Amtszeit mehrere Standardwerke zur Landes-, Wirtschafts- und Pressegeschichte von Appenzell Ausserrhoden. Mitte der 1950er-Jahre wurde die Erfassung von rund 25'000 Einheiten der Bibliothek im Zettelkatalog abgeschlossen. Die Kantonsbibliothek richtete sich neu aus als rein Wissenschaftliche Bibliothek. 1957 gelangte sie in den Besitz der umfassenden Büchersammlung des Obergerichtspräsidenten und Gründers und Präsidenten der Säntis-Schwebebahn AG, Carl Meyer (1873–1947). Nach einem grossen Umbau im Stammgebäude der Kantonsbibliothek, dem Pfarr- und Gemeindehaus Trogen, der 1975 bis 1977 stattfand, konnte im dritten Obergeschoss der ehemalige Festsaal des Hauses als Ausstellungsraum eröffnet werden. 1980 fand dort anlässlich des 250. Geburtstags von Salomon Gessner, Freund von Laurenz Zellweger und Schwiegervater von Johann Caspar Zellweger-Gessner, eine Ausstellung statt.
1986 übernahm Johannes Matthias Schläpfer-Wochner (* 1955) die Leitung der Bibliothek. Seine Amtszeit war geprägt durch die seit Jahren knappen Raumverhältnisse und erneute Beständeauslagerungen. Nachdem 1991 der Kanton den Fünfeckpalast, das ehemalige Wohn- und Geschäftshaus von Dorothea und Johann Caspar Zellweger-Gessner, erworben hatte, wurde 1996 der Budgetposten für die Bereitstellung verschiedener Räume für den Empfang, den Lesesaal, ein Büro und das Magazin der Kantonsbibliothek im Erdgeschoss des Palastes bewilligt.
Der Umzug in die neuen Räumlichkeiten erfolgte 1998. In diesem Jahr trat Kantonsbibliothekar Matthias Weishaupt (* 1961) sein Amt an. Er konnte erstmals Stellenprozente für eine Bibliothekarin und 1999 für einen wissenschaftlichen Mitarbeiter schaffen. Die Schwerpunkte seiner Amtszeit lagen in der EDV-Erschliessung aller Bücher und Broschüren und dem Aufbau einer elektronischen Bilddatenbank. Der Entscheid, dem St. Galler Bibliotheksnetz SGBN, einem Katalog-Verbund, beizutreten, fiel im Jahr 2000. 
Mit verschiedenen Veranstaltungen zur Description de l’Égypte, den 25 Textbänden und 900 grossformatigen Lithografien der 1821 bis 1829 erschienenen zweiten Auflage dieses Monumentalwerks, das im Anschluss an Napoleons Ägyptenfeldzug entstanden war und durch Johann Conrad Honnerlag (1777–1838) erworben sowie umgehend als «ein Cheval de bataille für allfällige Besuche» der damaligen Gemeindebibliothek Trogen geschenkt worden war, machte Weishaupt eine der wichtigen Sondersammlungen der Öffentlichkeit bekannt. Ferner erfolgte unter ihm die Erschliessung der Sammlung Carl Meyer mit Veröffentlichung eines Katalogs, die Finanzierung der Restaurierung wichtiger Porträts aus den Nachlassmaterialien der Familien Zellweger und Honnerlag und die Initiierung der Trogener Bibliotheksgespräche, eines interdisziplinären Kolloquiums, das 2005, 2007 und 2009 stattfand und die handschriftlichen Materialien aus dem Nachlass der Familie Zellweger, vor allem von Laurenz Zellweger, zum Thema hatte.

### 21. Jahrhundert
Seit Oktober 2006 leitet Heidi Eisenhut (* 1976) die Bibliothek. 2020 verfügt die Kantonsbibliothek über 320 Stellenprozente, verteilt auf fünf Personen. Darüber hinausgehend unterstützt jeweils mindestens eine Person temporär zu einem Pensum von 20 Stellenprozenten das Team. Auch kann die Institution auf zahlreiche freiwillige Mitarbeitende zählen, die insbesondere in einem Projekt zur Transkription von Handschriften tätig und bei kulturhistorischen Führungen im Dorfkern von Trogen im Einsatz sind. Schwerpunkte der letzten Jahre waren die Erweiterung der Sammlungen der Kantonsbibliothek durch die Collectio Magica et Occulta CMO (inklusive wertvoller Bibliotheks- und Archivbestände aus dem Vorbesitz von Adalbert Schmid, E&E Geldmacher, Richard Butz, Kenneth Grant und Hanne Wildt), durch das Familienarchiv Steiger, durch die Privatarchive des Musikers, 68ers und Freaks Stefan Signer und des Tätowierers und Lebensgeschichtensammlers Herbert Hoffmann sowie durch die Werknachlässe des Holzschneiders Ruedi Peter, der Grafiker Ruedi Bannwart und Fred Bauer und der Fotografen Karl Wolf, Herbert Maeder und Paul Rüdlinger. Zudem wurde die Kantonale Kunstsammlung in die Sammlungen der Kantonsbibliothek überführt. Sie wird durch Neuankäufe unter der Regie des Amtes für Kultur Appenzell Ausserrhoden sukzessive erweitert. Die Bildersammlung der Kantonsbibliothek konnte seit 2011 unter anderem mit 137 Werken des Ausserrhoder Künstlers Hans Krüsi, mit dem gut 800 Werke umfassenden Nachlass der Künstlerin Gertrud Schwyzer, mit 350 Zeichnungen von Johann Ulrich Fitzi und 545 Artistamps-Briefmarkenbogen des Mail-Art-Künstlers H. R. Fricker ergänzt werden.
Ein zentraler Schwerpunkt der Erschliessungs- und Vermittlungsarbeiten im 21. Jahrhundert ist die Bekanntmachung der facettenreichen Bestände des Familienarchivs Zellweger. Die jüngsten Ergebnisse der Arbeiten an diesem zentralen Bestand liegen im Angebot «Jahrhundert der Zellweger» vor, das in Trogen zu entdecken ist, sowie in dem 2019 von Heidi Eisenhut veröffentlichten Buch über den Fünfeckpalast in Trogen und die Geschichte der Familie Zellweger-Gessner.

#### Ausrichtung
Basierend auf dem Kulturförderungsgesetz vom 1. August 2006, Art. 2 Abs. 2 setzt sich die Kantonsbibliothek für die «lebendige Auseinandersetzung mit dem überlieferten Kulturgut sowie dessen Pflege, Erforschung und Vermittlung» ein. Sie optimiert die Erwerbs-, Erschliessungs- und Erhaltungsprozesse für alle Sammlungen, entwickelt die Benutzungs- und Beratungsdienstleistungen, pflegt und verstärkt regionale, nationale und internationale Kooperationen und erhöht ihre Bekanntheit, indem sie sich als Institution auf die Tagesordnung bringt.

## Aktivitäten
Die Kantonsbibliothek strebt einen möglichst breiten Zugang zu ihren Beständen an, indem sie
- alles Aufbewahrte erschliesst und über einen Online-Katalog recherchierbar macht
- Werke digitalisiert und Sammlungen oder Teile davon vollständig und kostenfrei im Internet zugänglich macht
- durch Kooperationen mit regionalen, nationalen und internationalen Institutionen Synergien nutzt

Die Kantonsbibliothek ist an der Öffentlichkeit präsent durch
- Publikationstätigkeit
- Veranstaltungen wie Vorträge, Präsentationen, Führungen, Ausstellungen, Kolloquien
- Pressearbeit

Die Kantonsbibliothek unterstützt Institutionen wie Museen, Schulen oder Gemeinden und Private, die sich mit der Kultur und Geschichte des Kantons auseinandersetzen, durch
- Fachauskünfte
- Projektcoaching
- Schulungen

Die Kantonsbibliothek übernimmt koordinierende und beratende Aufgaben für andere Bibliotheken im Kanton und vernetzt sich im regionalen und schweizerischen Kontext.

## Bestand
Der Bestand der Kantonsbibliothek Appenzell Ausserrhoden umfasste per April 2020 über 154'000 katalogisierte Einheiten, darunter
- 60'000 Druckschriften (Bücher, Broschüren und Dossiers) ohne Bestände der Bibliothek Andreas Züst (10'800) und des Staatsarchivs Appenzell Ausserrhoden (3800)
- 28'600 Bilddokumente
- 3900 AV-Medien
- 3700 Archivdossiers
- 800 Periodika
- 600 Karten und Pläne
- 600 Partituren und Notenblätter
- 500 Handschriften

Seit 2000 gehört die Kantonsbibliothek dem St. Galler Bibliotheksnetz SGBN, koordiniert von der Kantonsbibliothek St. Gallen, an. Die verwendete Bibliothekssoftware ist Aleph. Die gedruckten Altbestände sind seit Sommer 2006 vollständig retrokatalogisiert. Auch die Spezialsammlungen Carl Meyer (ausser die darin enthaltenen Handschriften), Schauwerk, die Bildersammlung sowie die Kantonale Kunstsammlung sind wie die Druckschriften, Periodika, Karten, Pläne und AV-Medien im St. Galler Bibliotheksnetz recherchierbar. Ebenfalls in diesem Online-Katalog enthalten sind die von der Kantonsbibliothek Appenzell Ausserrhoden fremdverwalteten Bestände der Bibliothek Andreas Züst (BAZ), der Historischen Bibliothek Herisau (HBH) und der Bibliothek des Staatsarchivs Appenzell Ausserrhoden. 
Seit der Gründung des Verbundkatalogs HAN (Handschriften-Archive-Nachlässe) im März 2011, koordiniert von der Universitätsbibliothek Basel, erfasst die Kantonsbibliothek Appenzell Ausserrhoden ihre handschriftlichen Bestände und die Nachlässe in diesem Katalog, der ebenfalls mit der Bibliothekssoftware Aleph betrieben wird. Ende 2020 wird er in die Swiss Library Service Platform (SLSP) integriert.
Seit 2011 ist die Kantonsbibliothek Mitglied des Verbundes Digitale Bibliothek Ostschweiz (Dibiost) und ist dabei Anlaufstelle und Koordinatorin für alle ebenfalls in Dibiost angeschlossenen Bibliotheken in beiden Appenzeller Kantonen.

### Spezialsammlungen
Ein Merkmal der Kantonsbibliothek sind ihre Sammlungen.

#### Familiennachlass Zellweger
Innerhalb des Familiennachlasses mit Lebensdokumenten und chronikalischen Aufzeichnungen sind die Briefnachlässe von Laurenz Zellweger (1692–1764), Johannes Zellweger-Hirzel (1730–1802) und von Johann Caspar Zellweger-Gessner (1768–1855) besonders hervorzuheben.
In Kooperation mit dem Staatsarchiv (Firmennachlass Zellweger), dem historischen Seminar der Universität Zürich und den germanistischen Instituten der Universitäten Bern und Bochum (3. Trogener Bibliotheksgespräch 2009) ist 2008 die Erschliessung und Aufarbeitung des Bestandes lanciert worden. Das Material bietet für die Wissenschaft sowie allgemein für an der Landes-, Aufklärungs-, Sozial-, Wirtschafts- und Kulturgeschichte interessierte Öffentlichkeit einen reichen Fundus. Seit November 2013 gehört eine Wohnung im Fünfeckpalast samt Inventar zum Familienarchiv. Unter dem Namen Zellweger-Wohnung ergänzt sie das Ensemble der Zellweger-Paläste und der zugänglichen stuckierten und bemalten Räume am Platz durch ein von 1809 bis 2013 kontinuierlich genutztes Interieur.

#### Sammlung Carl Meyer
Der Herisauer Jurist und Politiker Carl Meyer (1873–1947), Initiant der Luftseilbahn Schwägalp–Säntis und Obergerichtspräsident des Kantons Appenzell Ausserrhoden, sammelte seit den 1920er-Jahren bibliophile Werke. Sein Ziel war es, die Entwicklungsgeschichte des Buches und der Buchillustration von der mittelalterlichen Handschrift bis zum anspruchsvollen Druckwerk des 20. Jahrhunderts umfassend zu dokumentieren. Bei seinem Tod umfasste die Sammlung rund 800 Werke. Rund 700 Werke befinden sich heute in der Kantonsbibliothek Trogen, darunter 27 Handschriften, die Hälfte aus der Zeit vor der Reformation, 82 Wiegendrucke des 15. Jahrhunderts und 106 Drucke, vorwiegend Holzschnittbücher, aus dem 16. Jahrhundert. Die Sammlung ist seit 2005 in einem gedruckten Katalog erschlossen. Einige der Handschriften sind auf der Digitalisierungs-Plattform E-Codices online abrufbar.

#### Description de l’Égypte
Das Werk Description de l’Égypte umfasst 25 Bände in Oktav und 900 grossformatige Lithografien und befindet sich seit 1834 in der Bibliothek.

#### Collectio Magica et Occulta (CMO)
Die CMO setzt sich aus dem Archiv und der Bibliothek der Psychosophischen Gesellschaft in der Schweiz zusammen. Die PG wurde 1945 gegründet und hatte ihren Sitz bis zu ihrer Auflösung 2009 in der Schedlern in Stein AR. Im Laufe der 1950er und 1960er Jahre übernahm sie als Dachverband und Trägerverein die administrative Betreuung des Schweizer Zweiges des Ordo Templi Orientis (O.T.O.), der Fraternitas Rosicruciana Antiqua (FRA), des Illuminaten-Ordens (IO) und der Gnostisch-Katholischen Kirche (GKK). Das umfangreiche Archiv umfasst ca. 110 Laufmeter Akten; neben Papierträgern auch Fotosammlungen, Museumsobjekte und wenige Tondokumente. Es enthält Teilnachlässe über den Verein Psychosophische Gesellschaft, über den Illuminatenorden mit Sitz in Stein und seinen Ablegern in Deutschland, Österreich, Italien, Amerika und Südafrika, über die Gnostisch Katholische Kirche (GKK), über die Rosenkreuzer sowie Akten von zahlreichen Personen, welche unterschiedlichen Strömungen der Esoterik nahegestanden haben wie etwa Friedrich Lekve (1904–1996), Franz Bardon (1909–1958) oder Herbert Fritsche (1911–1960). Auch der umfangreiche Nachlass des Filmemachers und Grafikers Albin Grau (1884–1971) sowie eine Fotodokumentation über das Goetheanum bereichern den Nachlass der Psychosophischen Gesellschaft. Die Bibliothek mit 7000 einschlägigen Büchern, Kleindruckschriften und Periodica, die ebenfalls Bestandteil dieser Sammlung ist, wurde im Sommer 2015 durch 297 qualitätvolle Werke aus dem Vorbesitz von Erwin Helmut und Elisabeth Geldmacher ergänzt. Ende 2014 hat die Aeschbach-Stiftung, Stein, als Vorbesitzerin der Sammlung die CMO mit einem grösseren Geldbetrag beschenkt, dessen zweckgebundener Einsatz die Sammlung über die nächsten Jahre weiterentwickeln, ausbauen und fördern wird.

#### Sammlung E. & E. Geldmacher
Der in Niederteufen wohnhaft gewesene Professor Erwin Helmut Geldmacher (1923–2009) hat mit Unterstützung seiner Ehefrau Elisabeth Geldmacher geb. Klösges über Jahrzehnte hinweg eine aus mehreren hundert Büchern des 16. bis 20. Jahrhunderts, Nachdrucken und Faksimile-Ausgaben sowie wenigen Handschriften bestehende historische Sammlung zusammengetragen. Die gesetzlichen Erben errichten aus dieser Sammlung 2015 ein Legat zugunsten der KBAR. Die Sammlung erstreckt sich – unter anderem – über die Themenbereiche Geschichte / Chroniken, Schweizer Geschichte, Appenzeller Geschichte, allgemeine europäische Kulturgeschichte, darunter frühe Publikationen zu technischen Wissenschaften und Grenzgebieten zwischen Wissenschaften und Erfahrungs- bzw. Geheimwissen, Volksmedizin / Hausmittel / Heilkunde, Magie, Magnetismus, Zauberei, Hexerei, Aberglaube, Kräuter, Landwirtschaft und Ackerbau, darunter vieles zu «Haus und Hof», sogenannte «Hausväterliteratur», des Weiteren Lebenskunst, Frauen, Judaica, Genussmittel wie Bier, Kaffee, Tabak und Schokolade und schliesslich Kochbücher. Die KBAR hat mit Ausnahme der Faksimile-Ausgaben und den Werken zu den Themenfeldern «Genussmittel» und «Kochen» 423 Titel in ihre historischen Bestände, namentlich primär in die CMO (297 Titel) und in die Abteilungen Helvetica/Appenzellensia, übernehmen können.

#### Privatarchiv Herbert Hoffmann

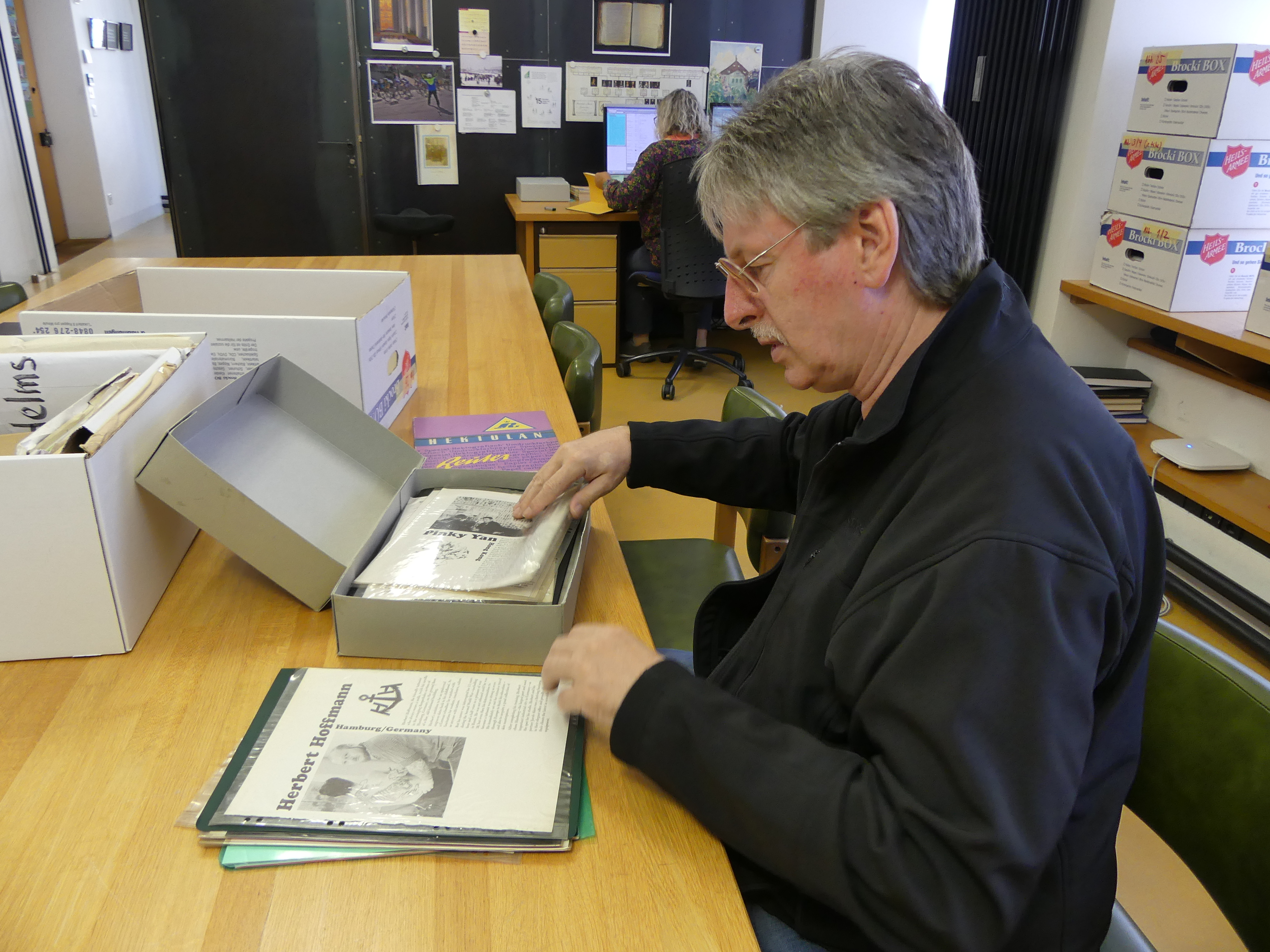
Manfred Kohrs im Lesesaal der Kantonsbibliothek Appenzell Ausserrhoden beim Sichten des Hoffmann-Nachlasses 2018

Der Tätowierer und Betreiber der «ältesten Tätowierstube Deutschlands» Herbert Hoffmann (1919–2010) hat seinen künstlerischen Nachlass der Kantonsbibliothek Appenzell Ausserrhoden vermacht. Hoffmann verbrachte die letzten 30 Jahre seines Lebens in Heiden AR. Sein Nachlass ist kulturgeschichtlich u. a. bedeutsam durch Fotoaufnahmen von tätowierten Menschen aller sozialen Schichten sowie durch Lebensläufe dieser tätowierten Personen. Verschiedene Tattoo-Forschende, darunter der Kunsthistoriker Ole Wittmann und Manfred Kohrs vom Institut für deutsche Tattoo Geschichte, sind mit der Kantonsbibliothek Appenzell Ausserrhoden in Kontakt, um mit dem Nachlass Hoffmanns zu arbeiten.

#### Bildersammlung
Die Bildersammlung hat einen Schwerpunkt im Bereich des publizierten Bildmaterials und umfasst im Kern Druckgrafiken, Plakate und Ansichtskarten. Im Mai 2014 waren 18'600 vollständig digitalisierte Einheiten im Online-Katalog abrufbar.

#### Vor- und Nachlässe aus Kunst und Literatur
Neben dem Familiennachlass Zellweger finden sich in der Kantonsbibliothek verschiedene Vor- und Nachlässe aus Kunst und Literatur, darunter von Victor Tobler, Otto Schmid, Ruedi Peter, Peter Morger, H. R. Fricker und Infrasteff Signer.
Mit den Nachlässen von Weberpfarrer Howard Eugster-Züst (1861–1932) und der Kämpferin für das Ausserrhoder Frauenstimmrecht, Elisabeth Pletscher (1908–2003), beherbergt die Kantonsbibliothek zwei für die Sozialgeschichte des Kantons bedeutende Sammlungen.

#### Kantonale Kunstsammlung
Seit 2008/09 verwaltet die Kantonsbibliothek die kantonale Kunstsammlung mit gut 3000 Objekten. Die Kunstwerke sind verwaltungsintern ausleihbar und sind im Katalog des SGBN recherchierbar.

#### Schauwerk
Das Schauwerk ist ein interdisziplinäres Sammlungsprojekt, das zeitgenössische Kunst aus aller Welt in die Räume der Kantonsbibliothek Appenzell Ausserrhoden in Trogen bringt. Der Urheber und Betreiber des Schauwerks ist in Trogen wohnhaft gewesene Künstler René Schmalz. Zwischen 2007 und 2011 fanden im Rahmen des Schauwerks jährlich bis zu vier Veranstaltungen und Ausstellungen statt. Die Sammlung wird derzeit wegen Krankheit des Künstlers nicht aktiv bespielt.